# Eburia amabilis
Eburia amabilis là một loài bọ cánh cứng trong họ Cerambycidae.